# Hemilaophonte janinae
Hemilaophonte janinae är en kräftdjursart som beskrevs av Jakubisiak 1932. Hemilaophonte janinae ingår i släktet Hemilaophonte och familjen Laophontidae. Inga underarter finns listade i Catalogue of Life.